# Ратен
Ратен (нем. Rathen) — община в Германии, курорт, расположен в земле Саксония. Подчиняется земельной дирекции Дрезден. Входит в состав района Саксонская Швейцария. Подчиняется управлению Кёнигштайн/Зекс. Швайц. Население составляет 396 человек (на 31 декабря 2010 года). Занимает площадь 3,58 км².
Община подразделяется на 2 сельских округа.

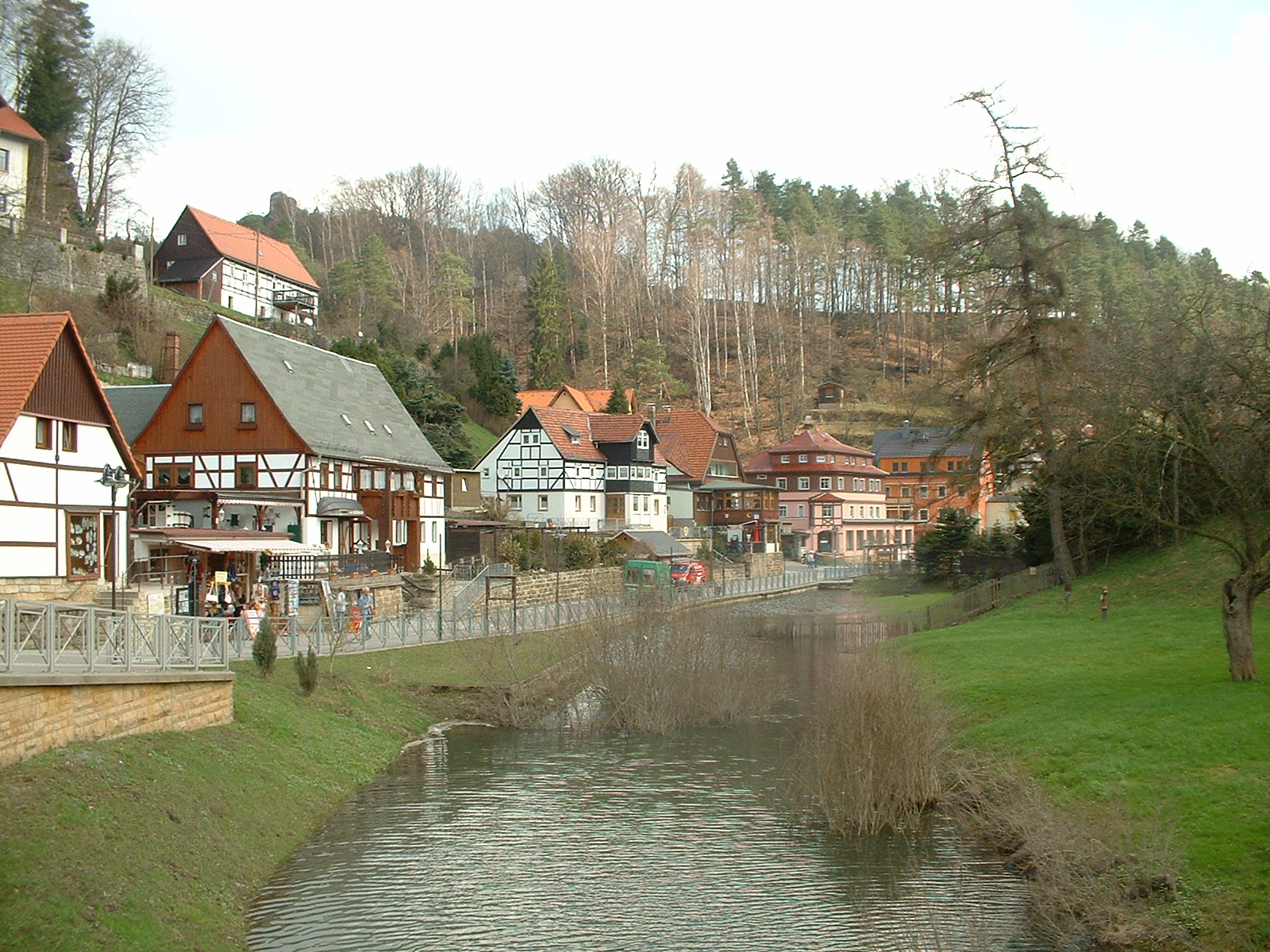

## Население
| Год  | Численность | Численность |
| ---- | ----------- | ----------- |
| 2017 | 355         | [ 1 ]       |
| 2019 | 348         | [ 3 ]       |
| 2021 | 338         | [ 4 ]       |
| 2022 | 347         | [ 5 ]       |
| 2023 | 333         | [ 2 ]       |

## Достопримечательности
- Замок Нойратен